# Eierschelp
De eierschelp (Gastrana fragilis) is een tweekleppigensoort uit de familie van de platschelpen (Tellinidae). De wetenschappelijke naam van de soort werd in 1758 voor het eerst geldig gepubliceerd door Carl Linnaeus.

## Beschrijving
De gelijkgevouwen, niet-opgeblazen schelp van Gastrana fragilis is tot 45 millimeter lang. Het is in grote lijnen ovaal tot licht afgerond en driehoekig met een wigvormig achtereinde. Het is enigszins scalene, de wervels zijn enigszins verschoven naar het voorste uiteinde. Ze lopen taps toe naar een punt en worden bijna loodrecht op de lengteas van de behuizing ingerold (orthogyr). De achterste en voorste dorsale randen hellen eerst respectievelijk naar de achterste en voorste uiteinden en vormen een hoek van ongeveer 120°. Terwijl de voorrand goed afgerond is, is de achterrand iets langer en schuin afgeknot. De achterkant is daarom veel meer afgerond (dan de voorkant), en de algehele gewoonte van de behuizing is enigszins "beaked". De ventrale rand is goed afgerond. De behuizing loopt een beetje uit aan de voor- en achterkant. Een zwakke kiel en een brede, zwakke sinus (meer naar het midden van de schaal) strekken zich uit van de vortex naar de achterste schaalrand.
Gelegen op een binnenrand, strekt het donkerbruine ligament zich uit achter de wervels tot ongeveer een derde van de lengte van de achterste dorsale rand. Er is geen maan. Het gebied is lancetvormig, hol en bedekt door het ligament. Er zijn twee kardinale tanden in elk van de twee kleppen, laterale tanden ontbreken. In de linkerklep is de voorste kardinale tand gehaakt, gegroefd en bicuspide, de achterste is klein. In de rechterklep bevinden zich twee kardinale tanden die scherp naar beneden divergeren. De mantel is diep tongvormig ingesprongen. Aan de ventrale rand komen de mantelrand en de ventrale rand van de mantelbaai samen voor ongeveer een derde van de afstand. De baai strekt zich uit tot ongeveer een derde van de schaallengte. Er zijn twee breed eivormige of langwerpige-elliptische sluitspieren, de voorste is iets groter.
De dunwandige en fragiele schelp is witachtig, lichtoranje in het kransgebied. Binnenin is de schaal glanzend wit met een oranje tint. De versiering bestaat uit fijne ribben en inkepingen evenwijdig aan de rand op enigszins onregelmatige afstanden, evenals zeer fijne radiale lijnen, meestal beperkt tot het midden van de kast en alleen zichtbaar onder een microscoop. De binnenrand van de behuizing is glad. Het beige periostracum is een dunne laag op de schaal.

Rechter klep
Linker klep

## Verspreiding en leefgebied
Gastrana fragilis is inheems van Noorwegen tot het Iberisch Schiereiland en Marokko, alsmede in de Middellandse Zee, de Zwarte Zee en de wateren rond de Canarische Eilanden. Volgens Nordsieck komt het ook voor bij Groenland en in de Kaspische Zee.
Het leeft begraven in modderige, modderige zandige of modderige grindbodems, voornamelijk in het getijdengebied, vaak ook in havens.
Arcopagia:
balaustina · 
crassa

Gastrana:
fragilis · 
lamellosa

Macoma:
balthica · 
calcarea · 
elliptica · 
obliqua · 
praetenuis · 
torelli

Tellina:
benedeni · 
distortus · 
donacilla · 
donacinus · 
fabula · 
pygmaeus · 
tenuis